# Gran Tribulación
El concepto de La Gran Tribulación (en griego: θλιψις μεγαλη) es un concepto propio de la escatología cristiana, independientemente de qué interpretación se les pueda dar a las profecías de la Biblia cristiana. Es el período de la historia de la humanidad anunciado por Jesucristo a sus discípulos en el Monte de los Olivos. La profecía de Jesucristo aparece en el evangelio de Mateo:

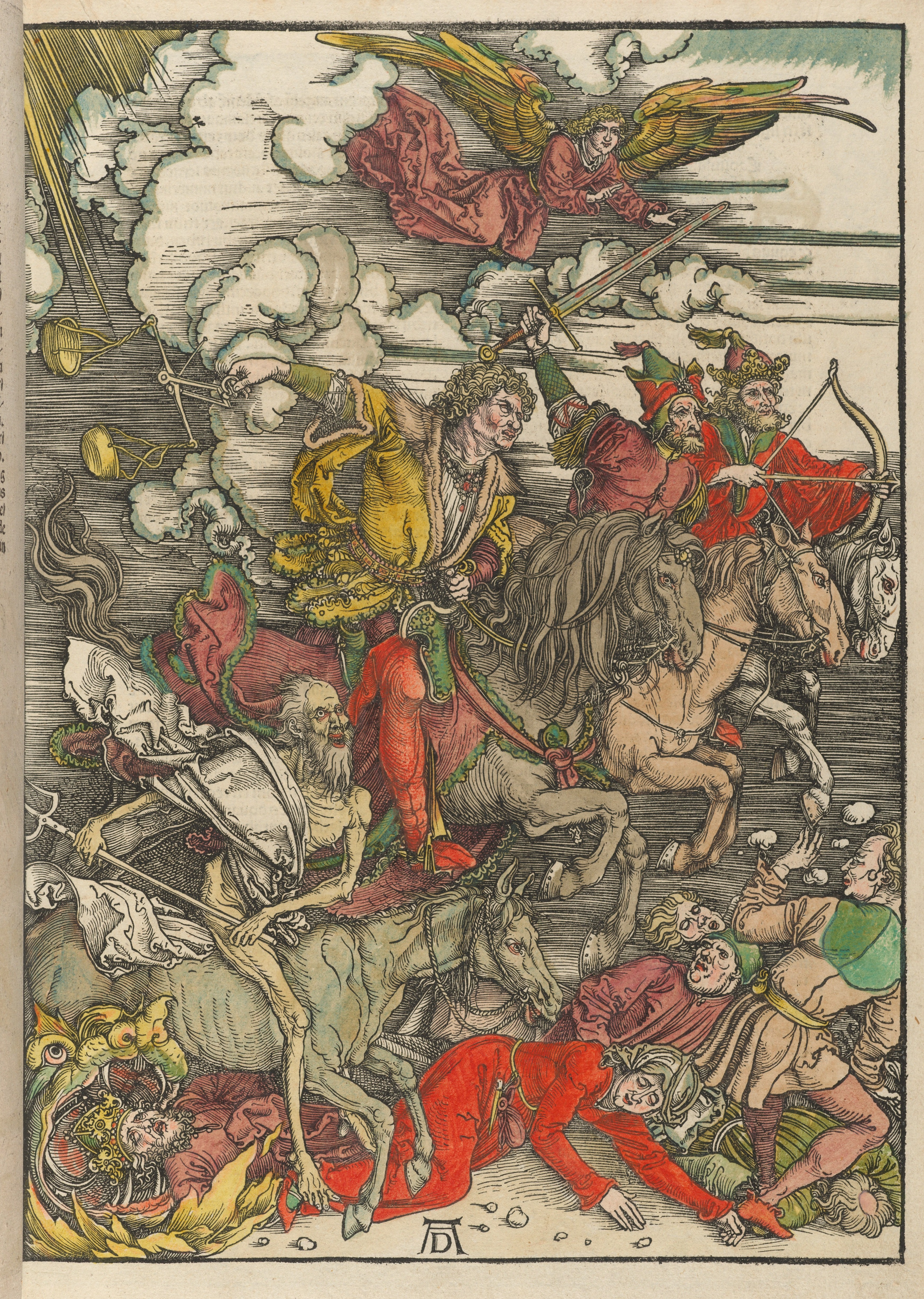
Xilografía “Los cuatro jinetes del Apocalipsis”, de Alberto Durero. Pertenece a la serie Apocalipsis. Material disponible en la Biblioteca Houghton de la Universidad de Harvard.

...porque habrá entonces gran tribulación, cual no ha habido desde el principio del mundo hasta ahora, ni la habrá. Y si aquellos días no fueran acortados, nadie sería salvo; pero por causa de los escogidos, aquellos días serán acortados...
Mateo 24:21-24

## Características de la Gran Tribulación
Algunas corrientes cristianas que han interpretado los pasajes del Apocalipsis como profecías han concluido que en la Gran Tribulación pasarán los siguientes eventos:
- Este período durará poco tiempo: Y si aquellos días no fuesen acortados, ninguna carne sería salva; mas por causa de los escogidos, aquellos días serán acortados. (Mateo 24:22) Incluye también un aumento de desastres naturales como terremotos, plagas, hambruna, maremotos, etc. y además señales y portentos presagiosos en el cielo, representados a través de los cuatro jinetes del Apocalipsis.

- Específicamente comenzará con una proclamación de "Paz y Seguridad" profetizado en 1 Tesalonicenses 5:3 y luego, ya más concretamente, con la destrucción de "Babilonia la Grande", la cual será apoyada por el "Dragón de color escarlata y sus 10 cuernos", para luego ser destruida por el Anticristo (Apocalipsis 17 y 18).

- La profecía dice que habrá señales astronómicas que para los cristianos serán interpretadas como señales de su salvación y por la gente malvada como terror y angustia. (Lucas 21:25-26,28, Lucas 21:28)

- El centro de esta profecía es la Segunda Venida de Jesucristo (Jesús de Nazareth) (Mateo 24:30, Apocalipsis 1:7; 19:11) con un Ejército de ángeles para proteger a los cristianos, que en esa época serán perseguidos después de los portentos presagiosos en los cielos y mil años después de la venida de Jesús y la batalla de Armagedón sobrevendrá la liberación de Satanás y la guerra de Gog y Magog:

Por tanto profetiza, hijo del hombre, y di a Gog: Así ha dicho el Señor: En aquel tiempo, cuando mi pueblo Israel habitará seguramente, ¿no lo sabrás tú?  Y vendrás de tu lugar, de las partes del norte, tú y muchos pueblos contigo, todos ellos a caballo, grande reunión y poderoso ejército:  Y subirás contra mi pueblo Israel como nublado para cubrir la tierra; será al cabo de los días: y te traeré sobre mi tierra, para que las gentes me conozcan, cuando fuere santificado en ti, oh Gog, delante de sus ojos.
Ezequiel 38:14-16

«Cuando los mil años se cumplan, Satanás será suelto de su prisión, y saldrá a engañar a las naciones que están en los cuatro ángulos de la tierra, a Gog y a Magog, a fin de reunirlos para la batalla; el número de los cuales es como la arena del mar. Y subieron sobre la anchura de la tierra, y rodearon el campamento de los santos y la ciudad amada; y de Dios descendió fuego del cielo, y los consumió. Y el diablo que los engañaba fue lanzado en el lago de fuego y azufre, donde estaban la bestia y el falso profeta; y serán atormentados día y noche por los siglos de los siglos.»
Apocalipsis 20:7-10

Esta sería la batalla de Gog y Magog mil años después de la gran tribulación:

Y en todos mis montes llamaré contra él espada, dice el Señor: la espada de cada cual será contra su hermano.  Y yo litigaré con él con pestilencia y con sangre; y haré llover sobre él, y sobre sus compañías, y sobre los muchos pueblos que están con él, impetuosa lluvia, y piedras de granizo, fuego y azufre.  Y seré engrandecido y santificado, y seré conocido en ojos de muchas gentes; y sabrán que yo soy El Señor.
Ezequiel 38:21-23

La batalla de Armagedón (Ap. 17:16, Ez. 38:14-23, Ap. 16:14-16 y Ap. 19:11-21) se apoya en un texto bíblico en el que Jesús le habla a la Cristiandad :

¡Jerusalén, Jerusalén, que matas a los profetas y apedreas a los que te son enviados! ¡Cuántas veces quise juntar a tus hijos, así como la gallina junta sus pollitos debajo de sus alas, y no quisiste! 38 He aquí, vuestra casa os es dejada desierta, 39 porque os digo que desde ahora no me veréis más hasta que digáis: ¡Bendito el que viene en el nombre del Señor!
Mateo 23:37-39

Existe otro pasaje en la Biblia que describe la Gran Tribulación previa a la segunda venida de Jesús y a la batalla de Armagedón:

Pues es justo que Dios haga sufrir a quienes los hacen sufrir a ustedes, y que a ustedes, los que sufren, les dé descanso lo mismo que a nosotros. Esto será en el día en que el Señor Jesús aparezca con sus ángeles poderosos, viniendo del cielo entre llamas de fuego. Vendrá para castigar a los que no reconocen a Dios ni obedecen al evangelio de nuestro Señor Jesús. Estos serán castigados con destrucción eterna, y serán arrojados lejos de la presencia del Señor y de su gloria y poder, cuando el Señor venga en aquel día entre su pueblo santo y admirado por todos los creyentes; pues ustedes han creído en el testimonio que les dimos.
2 Tesalonicenses

La base de esta interpretación es el padecimiento que deberán enfrentar aquellos habitantes de la Tierra (durante este periodo de tiempo) que no crean en Cristo y su Evangelio o que lo abandonen por otras creencias luego de haberles sido predicado el Evangelio.
Contrariamente a esta interpretación, la Iglesia católica sostiene que todo este lenguaje anuncia la aflicción personal individual del cristiano que tiene en ella un llamado como la del hijo pródigo que vuelve al Padre y que es precisamente por ese amor que el Padre recorta el tiempo de la prueba. Se trataría más bien de una oportunidad que se da cuando hay crisis y si se concentra la atención en traducciones distintas, se desaprovecharía la ocasión de crecimiento: volver al Padre, gracias a la sacudida de la aflicción, como dijo Jesucristo: "Les digo esto para que encuentren la paz en mí. En el mundo tendrán que sufrir; pero tengan valor: yo he vencido al mundo" (Juan 16:33). De este modo el catolicismo afirma que los mensajes sobre la gran tribulación se refieren a etapas de grandes dificultades personales (secuestros, lutos, abusos, quiebra económica o laboral, cárcel) como oportunidades que tienen un lapso definido en el tiempo de Dios mientras perfecciona al hombre 'como el oro se purifica con el fuego': "Sin embargo, él sabe en qué camino estoy: si me prueba en mi crisol, saldré puro como el oro" (Job 23:10).

## Origen del término
En Daniel 12:1 la palabra hebrea צָרָה (angustia) es traducida por la Septuaginta como θλίψεως (de la tribulación): "un tiempo de tribulación como el que no ha existido". La profecía de Jesucristo se relaciona entonces con la de Daniel 2:44, ”Y en los días de aquellos reyes el Dios del cielo establecerá un reino que nunca será reducido a ruinas. Y el reino mismo no será pasado a ningún otro pueblo. Triturará y pondrá fin a todos estos reinos, y él mismo subsistirá hasta tiempos indefinidos;" no solamente por el anuncio de la Gran Tribulación, sino por la señal para ella en Mateo 24:15: "Cuando veáis la abominación de la desolación anunciada por el profeta Daniel..." (Daniel 9:27,11:31,12:11)
Mientras el planteamiento del catolicismo dice que el término se dirige a cada persona individualmente, quien es probado según su fe: "¡Feliz el que sepa esperar y llegue a mil trescientos treinta y cinco días!" (Daniel 12:12). "El pueblo" por tanto es referido a la suma de esas individualidades que deben vivir cada uno sus procesos de aflicción.

## Escatología e historia
De manera que así como el Libro de Daniel, los Evangelios o la carta de Pablo, para el Apocalipsis el significado de cada época concreta no debe encontrarse sólo en sí misma, sino especialmente en su relación con la totalidad, de manera que no es el fin el que da significado a la historia humana concreta, presente.

## 167a.C.
Tanto Daniel como Jesucristo unen un hecho histórico que va a suceder en un tiempo relativamente cercano, con el final de los tiempos. En el caso de Daniel, se refería en primer lugar a la gran persecución de Antíoco IV, quien en 167 a. C. suspendió los rituales de adoración a Yahvé en el Templo de Jerusalén, ordenó la destrucción de las Escrituras judías y prohibió la observancia del sábado y demás normas de la ley mosaica. En diciembre de ese año hizo erigir una altar a Zeus en el Templo de Jerusalén, lo que fue considerado por los judíos como "shiqus shomem": la "abominación desoladora".

## Semana 70
Jesucristo, al hacer estos anuncios, hablaba en primer lugar de la cercana destrucción del Templo de Jerusalén (Mateo 24:1-2), pero además sus discípulos le preguntaron, no sólo cuándo sucedería eso, sino además cuál sería la señal del fin del mundo (Mateo 24:3). Entonces la "tribulación tan grande como no la hubo ni la habrá" la anunció para esos dos momentos:
- Como señal de la destrucción del Templo de Jerusalén que ocurrió en la década del 70, cuando el emperador romano Tito conquistó y arrasó la ciudad santa.

## Otras tribulaciones registradas en la historia
A lo largo de la historia de la humanidad han ocurrido genocidios y pandemias de magnitudes apocalípticas tales como:
- La peste negra en el siglo XIV que mató a un tercio de la población europea, aproximadamente 25 millones de muertos sólo en Europa.[cita requerida]
- La Primera Guerra Mundial, en la cual hubo 8 millones de muertos y 6 millones de inválidos.[cita requerida]
- La Segunda Guerra Mundial, en la cual murieron 60 millones de personas.[cita requerida]

## Apocalipsis
En Apocalipsis 13:1-7 se anuncia una época terrible, bajo el dominio de la "Bestia", en la misma forma que Daniel 7:19-21. La "Bestia" consigue que muchos la adoren Apocalipsis 13:8,11-15 y puede identificarse con el adversario descrito en 2 Tesalonicenses como el hijo de la perdición "que se llama Dios y es objeto de culto, de manera que se sienta en el templo de Dios como Dios, haciéndose pasar por Dios", luego causará la "abominación desoladora". En Apocalipsis 15:2-4 aparecen los que triunfan sobre la "Bestia", a quienes una visión anterior (Apocalipsis 7:9-15) ha identificado como la multitud de "los que vienen de la gran tribulación". También estos anuncios se referían primariamente a la historia inmediata, al Imperio romano, así como al final de los tiempos.
Al igual que para el Libro de Daniel, los Evangelios o las cartas de Pablo, para el Apocalipsis el significado de cada época concreta no debe encontrarse solo en sí misma, sino especialmente en su relación con la totalidad, de manera que es el fin el que da significado a la historia humana concreta, presente.
La visión preterista concibe al Apocalipsis no como un libro profético (como lo fue en la antigüedad el libro de Daniel), sino que presenta las visiones de Juan en su tiempo, cuando la tribulación estaba siendo vivida por los precursores del cristianismo, dada la persecución y martirio al que fueron sometidos los primeros evangelizadores, como los apóstoles y los demás discípulos: "Yo contesté: «Señor, tú lo sabes.» El Anciano me replicó: «Esos son los que vienen de la gran persecución; han lavado y blanqueado sus vestiduras con la sangre del Cordero." (Apocalipsis).